# Seleção Turca de Voleibol Masculino Sub-19
A Seleção Turca de Voleibol Masculino Sub-19, também conhecida como Turquia Sub-19, é a seleção turca de voleibol formada por jogadores com idade inferior a 19 anos. A equipe é mantida pela Federação Turca de Voleibol (TVF) e encontra-se na 31ª posição do ranking mundial da FIVB segundo dados de 4 de setembro de 2024.

## Resultados

### Jogos Olímpicos da Juventude
A Seleção Turca Sub-19 nunca participou dos Jogos Olímpicos da Juventude.

### Campeonato Mundial
| Campeonato Mundial Sub-19 | Campeonato Mundial Sub-19 | Campeonato Mundial Sub-19 |
| Ano                       | Sede                      | Classificação             |
| ------------------------- | ------------------------- | ------------------------- |
| 1993                      | Istambul                  | 9º                        |
| 2013                      | Tijuana–Mexicali          | 15º                       |
| 2015                      | Corrientes–Resistência    | 9º                        |
| 2017                      | Rifa–Issa                 | 11º                       |
| 2025                      | Tasquente                 | 20º                       |

### Campeonato Europeu Sub-18/19
| Campeonato Europeu Sub-18 | Campeonato Europeu Sub-18 | Campeonato Europeu Sub-18 |
| Ano                       | Sede                      | Classificação             |
| ------------------------- | ------------------------- | ------------------------- |
| 2007                      | Áustria                   | 9º                        |
| 2011                      | Turquia                   | 8º                        |
| 2013                      | /                         | 5º                        |
| 2015                      | Turquia                   | 3º                        |
| 2017                      | /                         | 3º                        |
| 2018                      | /                         | 9º                        |
| 2020                      | Itália                    | 7º                        |
| 2024                      | Bulgária                  | 7º                        |